# John Paul sr.
John Lee Paul, geboren als Johan Leendert Paul (Eindhoven, Nederland, 12 maart 1939), is een Amerikaans autocoureur en veroordeeld crimineel. In 1982 won hij zowel de 24 uur van Daytona als de 12 uur van Sebring. Na zijn racecarrière kreeg hij een gevangenisstraf van vijftien jaar vanwege drugshandel en het neerschieten van een getuige. Hij verdween in 2001 nadat hij werd ondervraagd over de verdwijning van zijn ex-vriendin. Hij is nog altijd vermist.

## Vroege leven
In 1956 emigreerde Paul van Nederland naar de Verenigde Staten en veranderde hij officieel zijn naam naar John Lee Paul. Hij ging naar de Ball State University in Muncie (Indiana) en ontving een beurs voor de Harvard-universiteit, waar hij zijn master in zaken haalde. Hij werd fondsbeheerder en werd hiermee miljonair. In 1960 werd hij vader van John Paul jr., die eveneens autocoureur werd en samen met zijn vader deelnam aan races.

## Autosportcarrière
Paul begon zijn autosportcarrière aan het eind van de jaren '60 toen hij deelnam aan een aantal clubraces. In 1968 werd hij kampioen in het kampioenschap van het noordoosten van de Verenigde Staten, georganiseerd door de Sports Car Club of America (SCCA). In 1972 stopte hij tijdelijk met racen, nadat zijn vrouw en zoon hem verlieten, en ging hij op een zeilboot wonen. In 1975 keerde hij terug in de autosport toen zijn zoon bij hem terugkeerde; hij zou dat jaar deel uitmaken van zijn crew. In 1978 nam Paul sr. deel aan de 24 uur van Le Mans en won hij de IMSA GTX-klasse, een zege die hij deelde met Dick Barbour en Brian Redman. Datzelfde jaar behaalde hij ook, samen met Bonky Fernandez, de overwinning in zijn klasse in de 12 uur van Sebring, voor zijn eigen team JLP Racing. Tevens werd hij kampioen in de World Challenge for Endurance Drivers, een subklasse van het World Sportscar Championship.
In 1979 werd Paul kampioen in de Trans-Am Series met zes overwinningen. In 1980 ging zijn zoon met hem racen. In de race op Lime Rock Park werden zij de eerste vader en zoon die een IMSA GT-race wonnen; dit was de eerste race waar Paul jr. aan deelnam. Paul sr. werd dat jaar tweede in de IMSA GT en behaalde tevens zijn tweede titel in de World Challenge for Endurance Drivers. In 1981 behaalde hij weinig successen, maar in 1982 kende hij zijn meest succesvolle jaar als autocoureur. Samen met zijn zoon en Rolf Stommelen won hij de 24 uur van Daytona, en samen met zijn zoon won hij ook de 12 uur van Sebring. De twee wonnen uiteindelijk drie races samen, terwijl Paul jr. nog vier andere overwinningen behaalde. Het bleek wel het laatste jaar van Paul sr. als autocoureur, aangezien zijn team geen grote sponsor had en daardoor te weinig geld had om te kunnen blijven bestaan.

## Criminele activiteiten
In 1979 werden Paul jr. en een handlanger gearresteerd vanwege drugshandel. Na ondervraging ging de politie naar de boot van Paul sr., waar zij cannabis en $10.000 aan contant geld vonden, en in een nabij geparkeerde vrachtwagen was 710 kg aan cannabis verborgen. Alle drie de betrokken personen kregen een voorwaardelijke celstraf van drie jaar en een boete van $32.500.
In de zomer van 1981 verdween Chalice Paul, de vrouw van Paul. Zij waren op dat moment minder dan een jaar getrouwd. De twee waren op dat moment op een tweede huwelijksreis in Key West. John nam destijds geen contact op met de familie van Chalice en beweerde dat zij er op eigen houtje vandoor is gegaan. Zij is nog altijd vermist en Paul is een verdachte in haar verdwijning.
Op 19 april 1983 schoot Paul een getuige neer, die in een drugshandelzaak amnestie had gekregen. Paul zou hem gevraagd hebben om in de kofferbak van zijn auto plaats te nemen, en toen de getuige weigerde, zou er vijf keer op hem geschoten zijn. Paul vluchtte toen een handlanger van de getuige naar hem schreeuwde. Paul werd gearresteerd, maar ontsnapte voor zijn rechtszitting toen hij tijdelijk op borgtocht vrij was. In januari 1985 werd hij opgepakt door de Zwitserse politie en moest hij een gevangenisstraf van zes maanden uitzitten vanwege het gebruik van een vals paspoort. In maart 1986 werd hij uitgeleverd naar de Verenigde Staten. Op 4 juni 1986 werd Paul schuldig bevonden van poging tot moord en ontving hij een gevangenisstraf van twintig jaar. Deze straf werd later uitgebreid naar 25 jaar.
Op 2 juli 1999 werd Paul vervroegd uit de gevangenis vrijgelaten. Korte tijd later ontmoette hij Colleen Wood, met wie hij een relatie begon. Wood verdween halverwege december 2000; op 13 december werd er voor het laatst iets van haar vernomen. In april 2001 werd Wood als vermist opgegeven, en in mei 2001 werd Paul ondervraagd over haar verdwijning. Naar aanleiding van de ondervraging werden er geen aanklachten tegen hem ingediend. In de zomer van 2001 vertrok Paul op zijn boot vanaf Fort Lauderdale en verdween. Sindsdien zou hij zijn gesignaleerd in Europese en Aziatische havens, maar kon hij niet worden opgepakt en ondervraagd. Hij is nog altijd een verdachte in de zaak.